# Василь Многогрішний
Ігнатович «Многогрішний» Василь (пом. не раніше 1694) — український військовий діяч.

## Життєпис
Народився у місті Коропі (тепер Чернігівська область). Брат гетьмана Дем'яна Многогрішного.
В 1664–1668 — ніжинський полковий осавул. У 1668 році очолив українське посольство до московського царя Олексія Михайловича. В 1671–1672 роках — полковник Чернігівського полку, в 1671 році — наказний гетьман.
Після позбавлення гетьманства Дем'яна Многогрішного, Василь разом із братом Дем'яном був заарештований, підданий жорстоким тортурам у Москві та засланий у Сибір..
«… по нашему Государеву указу, посланы из Москвы в Сибирь в ссылку изменники и клятвопреступники войска Запорожского сее стороны Днепра бывший гетман Демка Игнатов … до Тобольска, с сибирскими служилыми людьми, и с провожатыми, а в Тобольске велено их держать за крепкими караулы скованных, а из Тобольска велено послать их, Дёмку Енисейского уезда в Селенгинский острог, Ваську в Красноярский». (з грамоти на ім'я Туринського воеводи Івана Суздальцева.)
Перед арештом тікав до Києва, де ректор Києво-Могилянської академії радив йому сховатися на Запорожжі, але Василь Шумейко відмовився через попередні сварки з січовиками. Зрештою В. Ясинський здав його місцевому воєводі.
В 1682–1694 роках жив у Красноярську. Подальших даних про його долю немає.
У пам'ять про себе він залишив заснований ним 1666 р. Пустинно-Рихлівський Миколаївський монастир біля с. Понорниця на Коропщині.